# Jimmy Barnes
Jimmy Barnes, właśc. James Dixon Swan (ur. 28 kwietnia 1956 w Glasgow) – australijski piosenkarz urodzony w Szkocji.

## Życiorys
Barnes zdobył popularność, występując z australijską grupą Cold Chisel, do której przyłączył się w 1973. W latach 1978–1983 nagrał z nią siedem albumów. Po rozpadzie grupy w grudniu 1983 rozpoczął karierę solową. Jego pierwszy album zatytułowany Bodyswerve zadebiutował na pierwszym miejscu australijskiej listy przebojów, podobnie jak sześć jego następnych albumów solowych.
W 1986 Barnes nagrał z zespołem INXS dwa single, śpiewając z Michaelem Hutchencem cover przeboju „Good Times” zespołu The Easybeats oraz własną kompozycję „Laying Down the Law”. Obydwa utwory można usłyszeć w amerykańskim horrorze Straceni chłopcy (1987). W późniejszym okresie po śmierci Hutchence’a Barnes występował kilkakrotnie z INXS w latach 1999–2001. W duecie z Tiną Turner nagrał nowszą wersję jej utworu „(Simply) The Best”, który był używany w kampanii reklamowej australijskiej ligi rugby.
Posiada on silny, charakterystyczny, zachrypnięty głos i „krzykliwy” sposób śpiewania, który jest czasami krytykowany.
Jest ojcem piosenkarza Davida Campbella.

## Dyskografia
- 1984: Bodyswerve
- 1985: For The Working Class Man
- 1987: Freight Train Heart
- 1987: Barnstorming
- 1990: Two Fires
- 1991: Soul Deep
- 1993: Heat
- 1993: Flesh And Wood
- 1995: Psyclone
- 1996: Barnes Hits Anthology
- 1999: Love & Fear
- 2000: Soul Deeper
- 2001: Raw
- 2002: Double Jeopardy

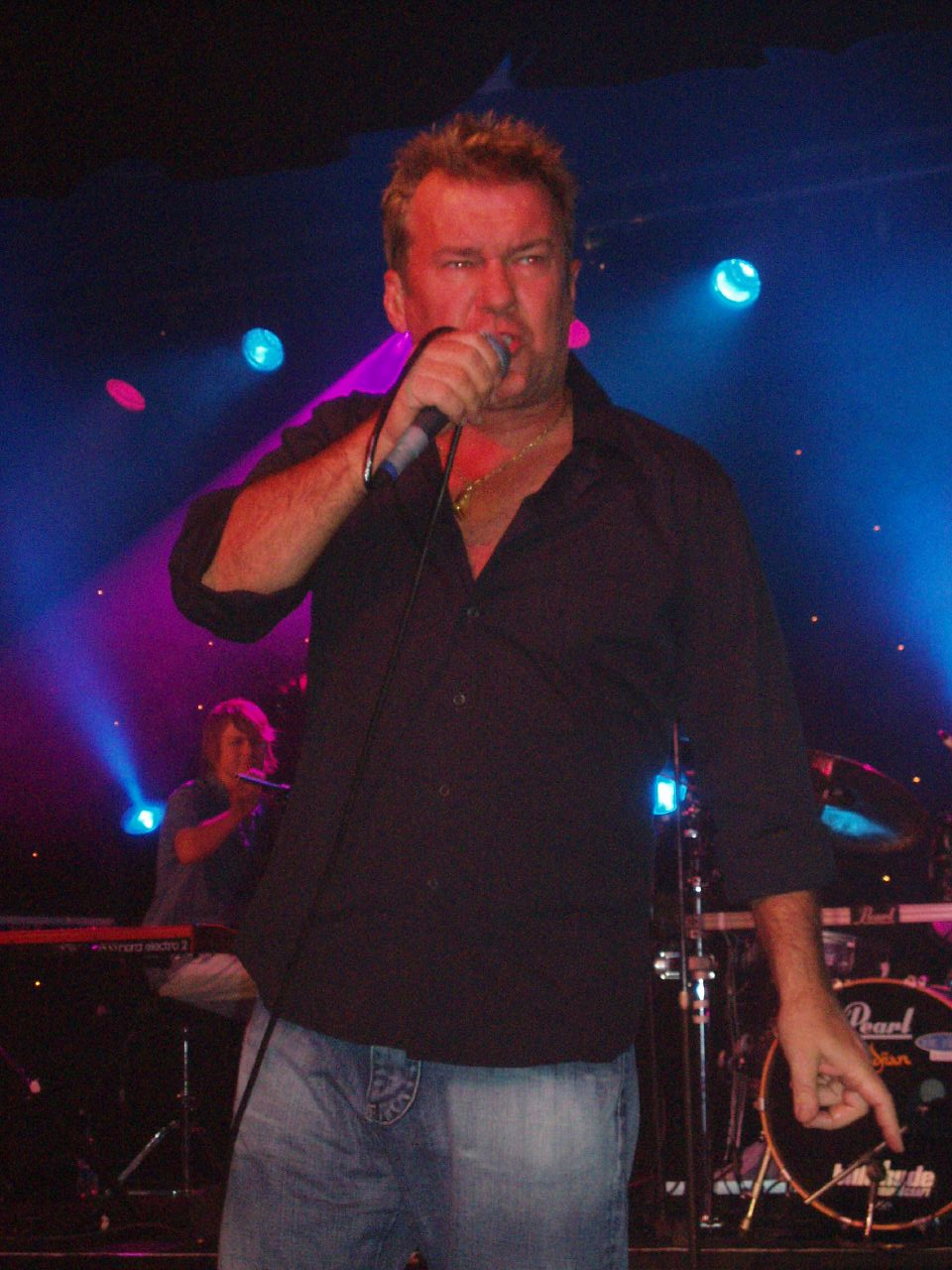
Barnes w 2006 r.

- 2002: Live (Unplugged) at The Chappel
- 2003: Soul Deeper: Live at The Basement
- 2004: Living Loud
- 2005: Double Happiness